# لويس ألين (مغني)
لويس ألين (بالإنجليزية: Louis Eliot)‏ هو مغني بريطاني، ولد في 11 أبريل 1968 في بليموث في المملكة المتحدة.

## وصلات خارجية
- لويس ألين على موقع ميوزك برينز (الإنجليزية)
- لويس ألين على موقع ديسكوغز (الإنجليزية)